# 约翰·格雷 (社会主义者)
约翰·格雷（英語：John Gray，1799年—1883年）是一位英国报纸出版人和经济学家。 在他的首部出版作品“人类幸福论”中，格雷表现出对罗伯特·欧文的空想社会主义观点的支持，不过在后期，格雷则对欧文的社会主义观点转为批评的态度。格雷对自由放任资本主义的批判通常与李嘉图社会主义学派联系在一起，他也是最早倡导中央计划经济的作家之一。

## 生平

### 早期生活
约翰·格雷出生在英国德比郡，曾就读于雷普顿学校。据他自己说，他是一个穷困的学者，大部分时间都花在钓鱼、爬树和玩弹珠上，他的最后一份学校报告形容他“有能力，几乎达到中等水平”。
他14岁离开学校，受雇于伦敦切普赛德的一家批发和制造公司。他的工作使他走遍了伦敦，他所目睹的情况使他确信经济运行的方式出了问题。他后来写道：“我清楚地看到，每一种商品的生产要么是因为它们是订购的，要么是因为它们很有可能是订购的；不断的思考使我确信，这种情况应该扭转，生产不应该是需求的结果，而应该是需求的原因”。
在读完亚当·斯密的《国富论》后，格雷写了一篇名为《国家商业体系》的手稿，但朋友们说服他，认为这本书写得很糟糕，不应该出版。在哥哥的建议下，他开始阅读罗伯特·欧文的著作，并很快意识到他们的观点是一致的。他对自己的观点进行了修正，并写入了1825年出版的小册子——《人类幸福论》——当中。

### 人类幸福论
格雷的《人类幸福论》当中包含了欧文主义和后来被称为李嘉图社会主义的一些关键信条。他的出发点是，人类天生就是社会性的生物，充满了对幸福的渴望。这一愿望只有在人类的基本需求得到满足的情况下才能实现，而世界上有如此多的苦难则证明了当下的社会是建立在错误的原则上的。
他说，国家的全部财富都是由生产劳动创造出来的，他把生产劳动定义为“在农业、矿山和矿产中工作的劳动者；在制造业、建筑业和各种工程中就业的工匠、手工业、机械师和劳动者”。他认为其他所有人都是非生产性的，因此是对生产性阶级的直接征税。此外，他说，那些没有给出他们消费的等价物的人是社会上无用的成员。
格雷利用帕特里克·科尔克霍恩的“关于大英帝国的人口、财富、权力和资源的论文”(1814年)中的统计证据，分析了社会各阶层对国家财富的贡献，并将其与他们的实际收入进行了比较。为此，他主要根据自己的道德判断，对每种职业对整个社会的功利价值进行了评论。例如，他认为佣人的劳动毫无用处，因为他们工作的唯一受益者是他们富有的雇主。
格雷经过计算得出结论，生产性阶级只获得了他们创造的财富的五分之一左右，其余五分之四通过租金、利息和资本主义利润从他们手中夺走。他认为，这一现象的根本原因是消费不足。他说，只有满足社会一切需要，或者生产力耗尽，才能限制生产。然而，资本主义的竞争引入了人为的生产壁垒，将其限制在“需求”上，而“需求”是以盈利的销售量来衡量的。这导致了失业和减薪，因此劳动者买不起他们需要的商品。
格雷赞扬了欧文的经济思想，他说，这些思想将废除人为的生产限制，并给生产者创造的财富。他支持建立不存在竞争性交换的合作社共同体，并在他的小册子中增加了一个附件，其中载有由伦敦合作社协会起草的组建这样一个共同体的章程。由于本书中关于生产的观点，这本小册子在英国的发行量有限，但在美国很畅销，被认为是影响了两国社会主义思想的发展。